# ルイス・フェルナンド・デ・オルレアンス
ルイス・フェルナンド・マリア・サカリアス・デ・オルレアンス・イ・ボルボン（Luis Fernando María Zacarias de Orleans y Borbón, 1888年11月5日 - 1945年6月20日）は、スペインの王族、スペイン王子（Infante de España）。

## 生涯
スペイン王子・ガリエラ公アントニオと、スペイン王女エウラリアの間に第2子、次男として生まれた。父はオルレアン家のフランス王ルイ・フィリップの孫、母はスペイン女王イサベル2世の末娘で、両親は従姉弟同士だった。洗礼名に含まれる「サカリアス（Zacarias）」は、誕生日の11月5日が聖ザカリアの聖名祝日だったために加えられた。1899年より兄アルフォンソと一緒にイングランドに留学し、1904年までイエズス会の経営するボーモント・カレッジで学んだ。
1924年10月、違法薬物の輸入に関わったとされ、滞在していたフランスからスペインに強制送還される。これに伴い、従兄の国王アルフォンソ13世はルイスのスペイン王族としての称号および特権を剥奪した。フランスにもスペインにも居場所の無いルイスは、ポルトガルのリスボンに移住した。1926年3月、女装してスペイン・ポルトガル国境を越えようとして逮捕された。このときの所持品の中には密輸品が含まれていたが、薬物は所持していなかった。1935年2月、ルイスは風俗取締捜査の際に再びフランスで逮捕され、同国から一時的に追い出されている。
1929年、アメリカ人舞台女優メイベル・ギルマン・コーリー（Mabelle Gilman Corey）と婚約したが、結婚は実現しなかった。
1930年7月、アメデ・ド・ブロイ公子（アルベール・ド・ブロイ公爵の三男）の未亡人で、ショーモン城の女城主であったマリー・セイ（Marie Say）と婚約した。マリーはルイスより31歳年上で、婚約当時72歳の老婦人であり、醜聞として取り沙汰された。2人はマリーの家族の反対を押し切り、同年9月30日にロンドンの戸籍登記所で民事婚を、同年10月4日にサンレーモのサン・シーロ聖堂で宗教婚を挙げた。夫妻は結婚後、ルイスが母から相続したサンレーモの屋敷で暮らした。妻とは1943年に死別した。ルイスは晩年をパリの養護老人施設で過ごし、1945年に亡くなった。遺骸はパリ市内の教会の墓地に葬られた。